# Neung-sur-Beuvron
Neung-sur-Beuvron, antični Noviodunum Biturigum, je naselje in občina v osrednjem francoskem departmaju Loir-et-Cher regije Center. Leta 2009 je naselje imelo 1.223 prebivalcev.

## Geografija
Kraj leži v pokrajini Orléanais ob reki Beuvron, 40 km vzhodno od Bloisa.

## Uprava
Mennetou-sur-Cher je sedež istoimenskega kantona, v katerega so poleg njegove vključene še občine Dhuizon, La Ferté-Beauharnais, La Ferté-Saint-Cyr, La Marolle-en-Sologne, Montrieux-en-Sologne, Thoury in Villeny s 6.045 prebivalci (v letu 2010).
Kanton Neung-sur-Beuvron je sestavni del okrožja Romorantin-Lanthenay.

## Zanimivosti
- cerkev sv. Denisa,
- galo-rimski oppidum, la Motte de Condras.

## Pobratena mesta
- Williton (Anglija, Združeno kraljestvo),
- Wulften am Harz (Spodnja Saška, Nemčija).